# Cavana

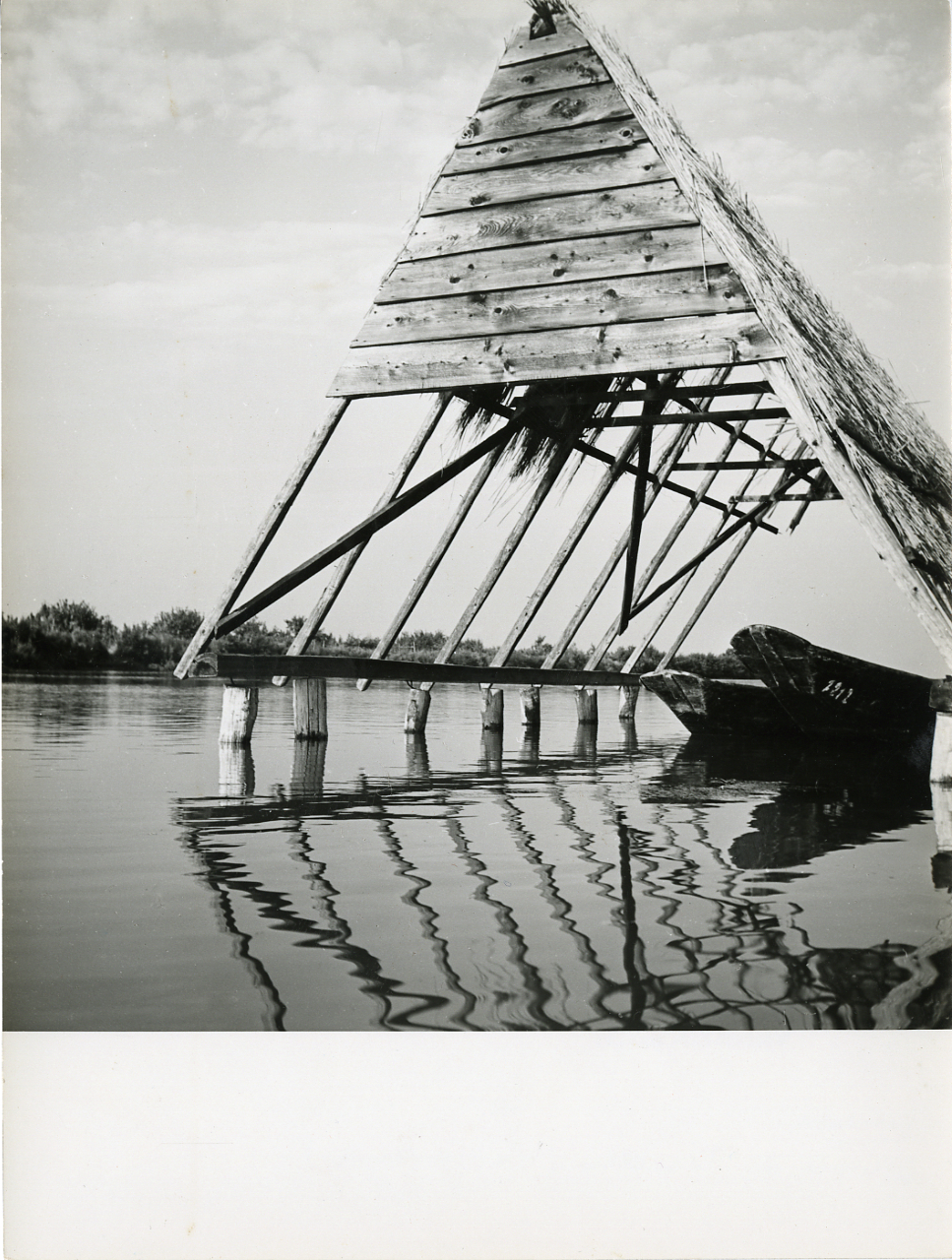
Una tradizionale cavana in legno e paglia della Laguna veneta. Foto di Paolo Monti, 1955

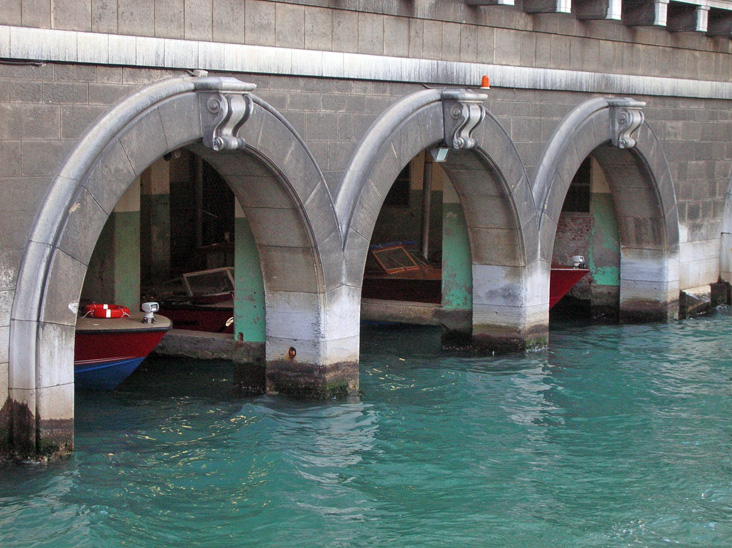
Cavane dei Vigili del Fuoco sul Rio Novo

La cavana (cavàna) è un ricovero coperto per imbarcazioni tipico della città di Venezia e di tutta la laguna e dei fiumi navigabili dell'entroterra (Sile).
La parola ha probabilmente la stessa origine di capanna: in effetti nelle raffigurazioni più antiche della città le cavàne sono rappresentate come ricoveri coperti di paglia, simili a capanne. Col tempo, questo genere di ricovero venne ricavato anche nel corpo di edifici, solitamente palazzi nobiliari o adibiti a magazzino, sul lato prospiciente un rio e in qualche caso protetto da una chiusura in legno o in metallo. 
Nella terminologia dei gondolieri e dei tassisti dei motoscafi acquei, il modo di dire andar in cavàna sta a indicare la messa in ricovero dell'imbarcazione di lavoro e quindi la fine del turno di attività. L'operazione consiste tipicamente nell'ormeggio in una zona riservata, nella copertura dell'imbarcazione con teli di protezione e nella chiusura a chiave degli accessi e nel caso dei taxi acquei anche della cabina passeggeri.